# Podokręg Rzeszów Armii Krajowej
Podokręg Rzeszów AK – podokręg Armii Krajowej w Okręgu Kraków AK. 
Organizatorem Podokręgu Rzeszów AK był pułkownik Kazimierz Putek „Zworny”, w marcu 1943 został powołany na stanowisko komendanta podokręgu. W czasie „Burzy” dowodził całością działań zbrojnych na terenie Rzeszowszczyzny. Mieszkał w Rzeszowie u dyrektora gimnazjum Władysława Kruszyńskiego przy ul. Hetmańskiej. 
Podokręg Rzeszów AK podlegał pod jeden z 8 okręgów, Okręg Kraków AK i obszar Komendy Głównej AK
Podokręgowi Rzeszów AK, podlegały od 1943 Inspektoraty Rejonowe:
- Jasło, Obwód Jasło AK
- Krosno OP-15
- Sanok OP-23
- Przemyśl,
- Rzeszów,
- Tarnobrzeg,
- Mielec.

Okręg Rzeszowski AK wydawał „Głos Jedności Polskiej”. 
W ramach odtworzenia Sił Zbrojnych w czasie Akcji Burza: i w wyniku przeprowadzania akcji odtwarzania przedwojennych jednostek wojskowych w 1944 powstały w Podokręgu Rzeszów AK (Okręg Kraków): 
- 24 Dywizja Piechoty AK „Rzeszowska” 17 Pułk Piechoty AK,
- 22 Dywizja Piechoty AK „Jarosławska” 38 Pułk Piechoty AK,

- Adiutant Kedywu Podokręg Rzeszów AK – Stanisław Dąbrowa-Kostka, 38 Pułk Piechoty i 39 Pułk Piechoty Inspektoratu Podkarpacie (Sanok – Jasło – Krosno OP-15 – Brzozów)

- mjr Stefan Wincenty Rutkowski „Haszysz” – dca Inspektoratu Podkarpacie (Sanok – Jasło – Krosno -Brzozów)

W ramach Akcji „Kośba” 25 maja 1944 r. rzeszowska grupa dywersyjna AK dokonała udanego zamachu w Rzeszowie przy ul. Batorego na najgroźniejszych gestapowców Friedricha Pottebauma i Hansa Flaschke.
Przy pomocy tego Podokręgu AK 2 sierpnia 1944 roku wkroczyły do zniszczonego Rzeszowa wojska radzieckie i rozpoczęły aresztowania oraz osadzanie na Zamku w Rzeszowie. Po zajęciu Rzeszowa przez Armię Czerwoną Komendant Rzeszowskiego Podokręgu AK płk dypl. Kazimierz Putek „Zworny” ujawnił się 5 sierpnia 1944 wobec dowództwa sowieckiego jako dowódca 24 DP AK. i rozpoczął rozmowy z sowieckimi władzami wojskowymi, ale nie dały one żadnych rezultatów, ponieważ dowództwo AK nie uznawało PKWN. Wobec braku porozumienia polecił podległym oddziałom zejść ponownie do podziemia i kontynuować działalność konspiracyjną. Wydał rozkaz wymarszu oddziałom AK na pomoc walczącej Warszawie. Na początku października 1944 wyraził zgodę na przeprowadzenie uderzenia na więzienie na Zamku w Rzeszowie i uwolnienie więźniów. W październiku 1944 r. na miejscowym Zamku NKWD przetrzymywało i torturowało 400 żołnierzy AK.
Ppłk Łukasz Ciepliński „Pług” (1913–1951) – od kwietnia 1941 r. Komendant Inspektoratu Rejonowego ZWZ–AK Rzeszów, w nocy z 7 na 8 października 1944 r. dowodził nieudaną akcją rozbicia więzienia na Zamku. Po aresztowaniu 28 listopada 1947 r. w Zabrzu został skazany „na pięciokrotną karę śmierci”. W dniu 1 marca 1951 r. wykonano wyrok na nim przez rozstrzelanie.
12 grudnia 1944 rozpoczęły się ponownie aresztowania żołnierzy AK w Rzeszowie przez NKWD. Został też uwięziony Komendant Rzeszowskiego Podokręgu AK płk Kazimierz Putek „Zworny” z częścią oficerów swego sztabu. NKWD w więzieniu przekonało go do konieczności ujawnienia oddziałów AK w Podokręgu.
Od chwili wkroczenia Sowietów rozpoczęły się represje względem opozycji i przetrzymywania żołnierzy AK w Obozach NKWD i wywózki w głąb ZSRR.

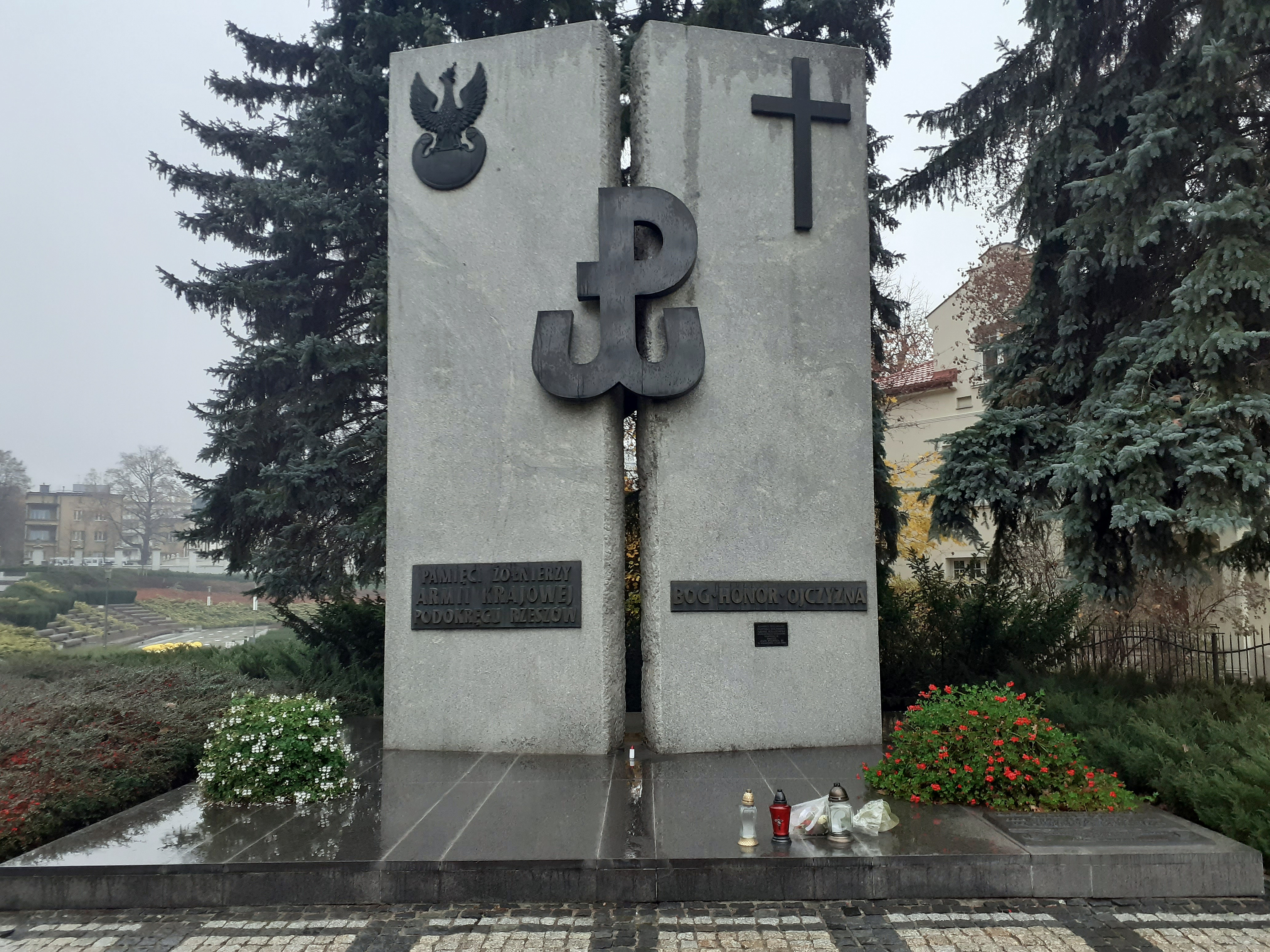
Pomnik Żołnierzy Armii Krajowej Podokręgu Rzeszów przy ul. Fryderyka Szopena w Rzeszowie

## Upamiętnienie
Tradycje podokręgu kultywuje 3 Podkarpacka Brygada Obrony Terytorialnej.